# 御岳登山鉄道

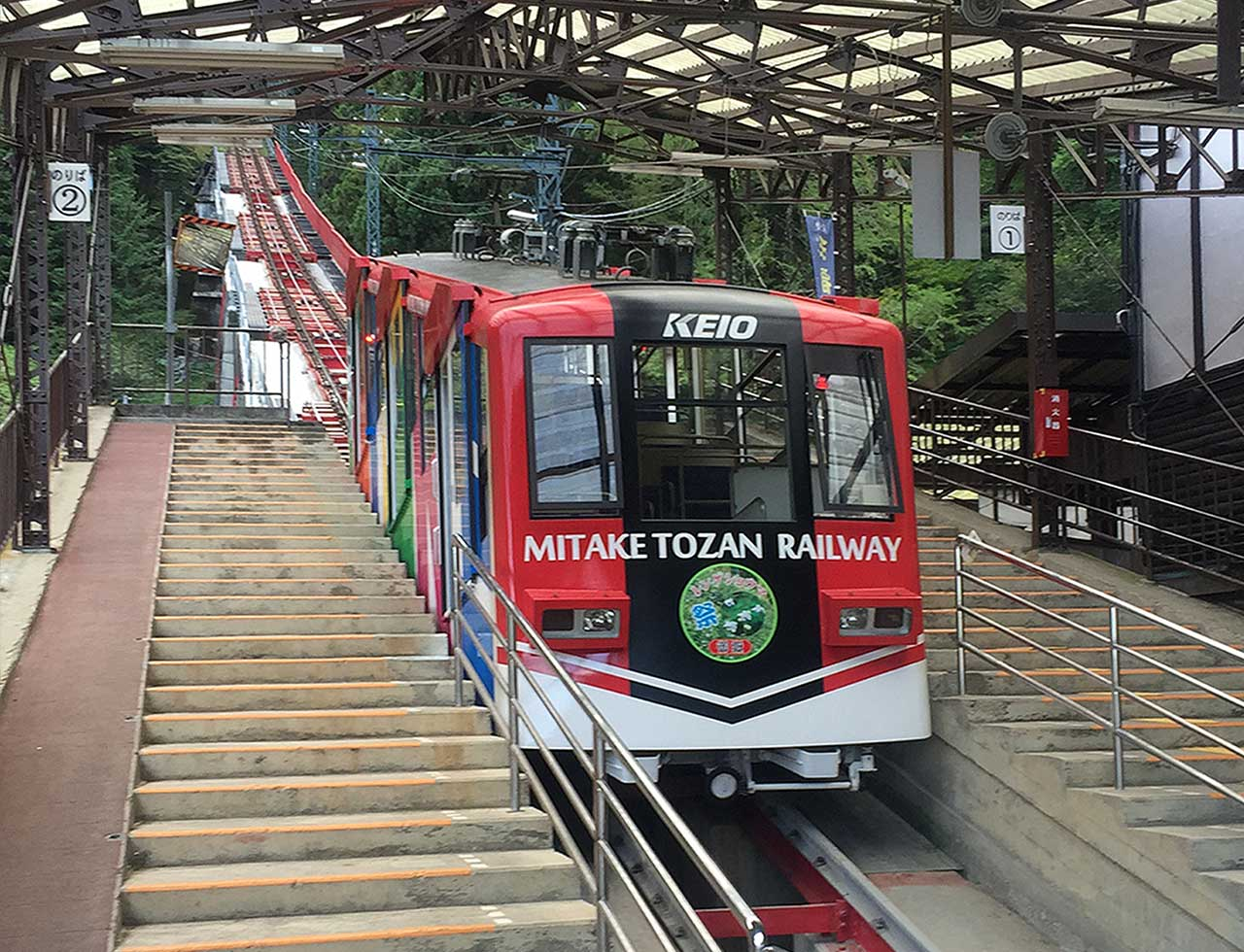
御岳登山鉄道「御嶽」号

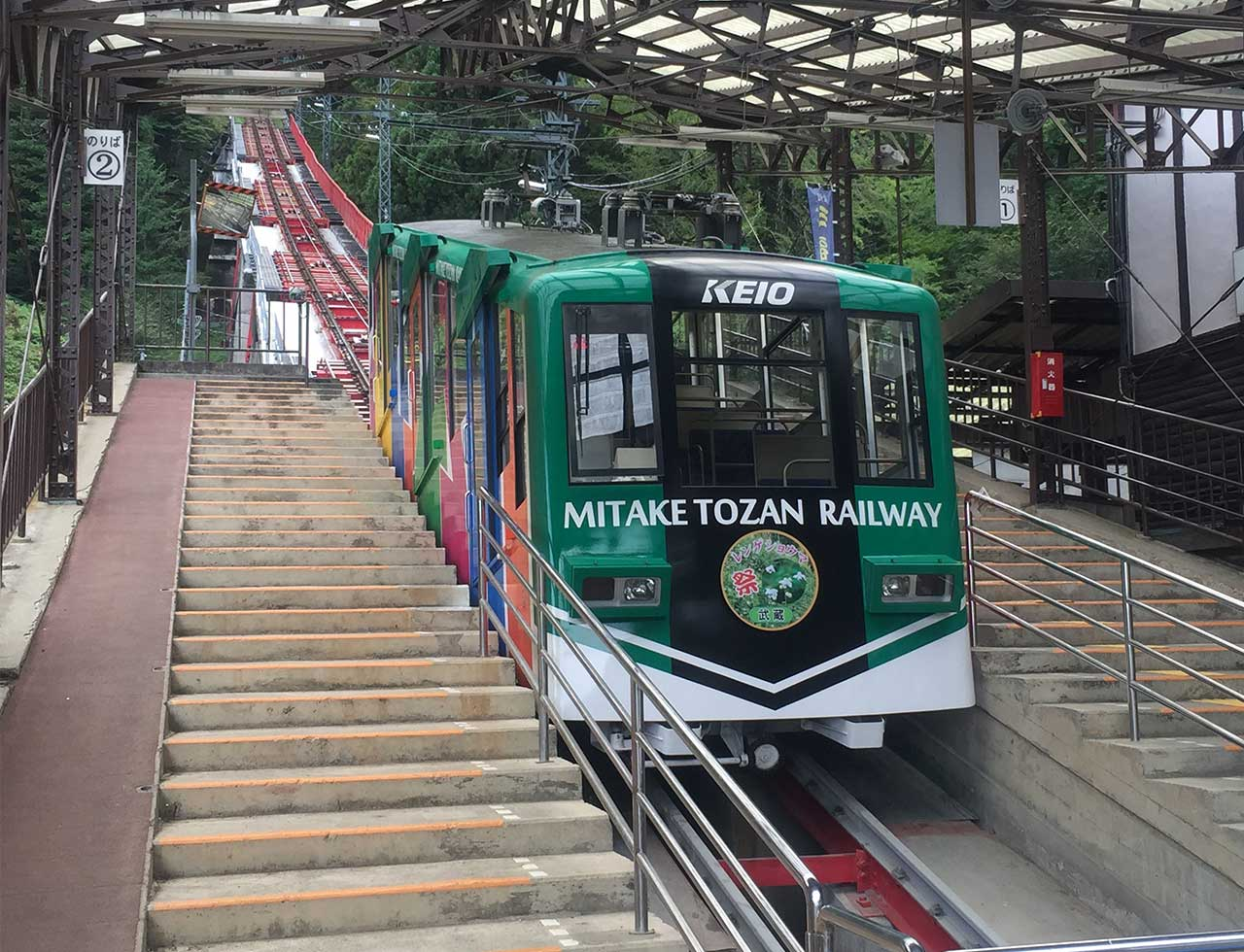
御岳登山鉄道「武蔵」号

御岳登山鉄道株式会社（みたけとざんてつどう）は、東京都青梅市の御岳山を登るケーブルカーとリフトを営業する鉄道事業者。京王グループに属する。本社を東京都青梅市御岳2丁目483番地の滝本駅駅舎内に置く。駅構内の売店・食堂や「滝本駅駐車場」の経営も行っている。

## 概要
1934年12月31日にケーブルカー（滝本駅 - 御岳山駅間）が開業、1959年7月18日にリフト（御岳平駅 - 大展望台駅間）が開業。ケーブルカー・リフトとも全駅が青梅市内に位置する。
1972年5月29日、当時の京王帝都電鉄（現・京王電鉄）の傘下入りし、京王グループの一員となった。
御岳登山鉄道が開発したご当地グルメとして「御嶽汁」があり、野菜、豚肉などの具に地酒「澤乃井」の酒粕を加えた味噌汁である。駅の食堂などで提供されるほか、御岳山のご当地グルメとして定着させるべく、地域のイベントや京王グループのイベントなどに出張して提供されることがある。

## 沿革
- 1927年（昭和2年）
  - 3月23日 - 御岳山電気鋼索鉄道に対し鉄道免許状下付[6]
  - 11月18日 - 御岳山登山鉄道に社名変更（届出）[7]
  - 11月20日 - 御岳登山鉄道設立[8][9]。
- 1934年（昭和9年）12月31日 - ケーブルカー滝本駅 - 御岳山駅間が開業[4]。
- 1944年（昭和19年） - 太平洋戦争の戦況悪化に伴い、不要不急線としてケーブルカー滝本駅 - 御岳山駅間が休止。
- 1947年（昭和22年）10月31日 - 大多摩観光開発に社名変更[5]。
- 1951年（昭和26年）6月29日 - ケーブルカー 滝本駅 - 御岳山駅間が運行再開[5]。
- 1959年（昭和34年）7月18日 - リフト（特殊索道） 御岳平駅 - 大展望台駅間が開業[5]。
- 1961年（昭和36年）7月1日 - 御岳登山鉄道に社名変更[5]。
- 1968年（昭和43年） - 初代車両引退、2代目車両（コ-1形、コ-2形）運転開始。
- 1972年（昭和47年）5月29日 -  京王帝都電鉄（現・京王電鉄）の経営傘下に入る[5]。
- 1991年（平成3年）
  - 6月1日 - 7月5日 - 運休[10]。
  - 7月6日 - レール交換に伴い軌間を1067mmから1049mmへ変更[5][11]。
- 2007年（平成19年）3月18日 - 改札口にてPASMO電子マネーを導入（片道・大人のみ）。
- 2008年（平成20年）
  - 3月11日 - 2代目車両引退。同月12日から21日まで運休[12]。
  - 3月22日 - 3代目車両運転開始。
- 2011年（平成23年）11月24日 - 改札口にてPASMO電子マネーによる小児運賃の支払いが可能となる。

## ケーブルカー

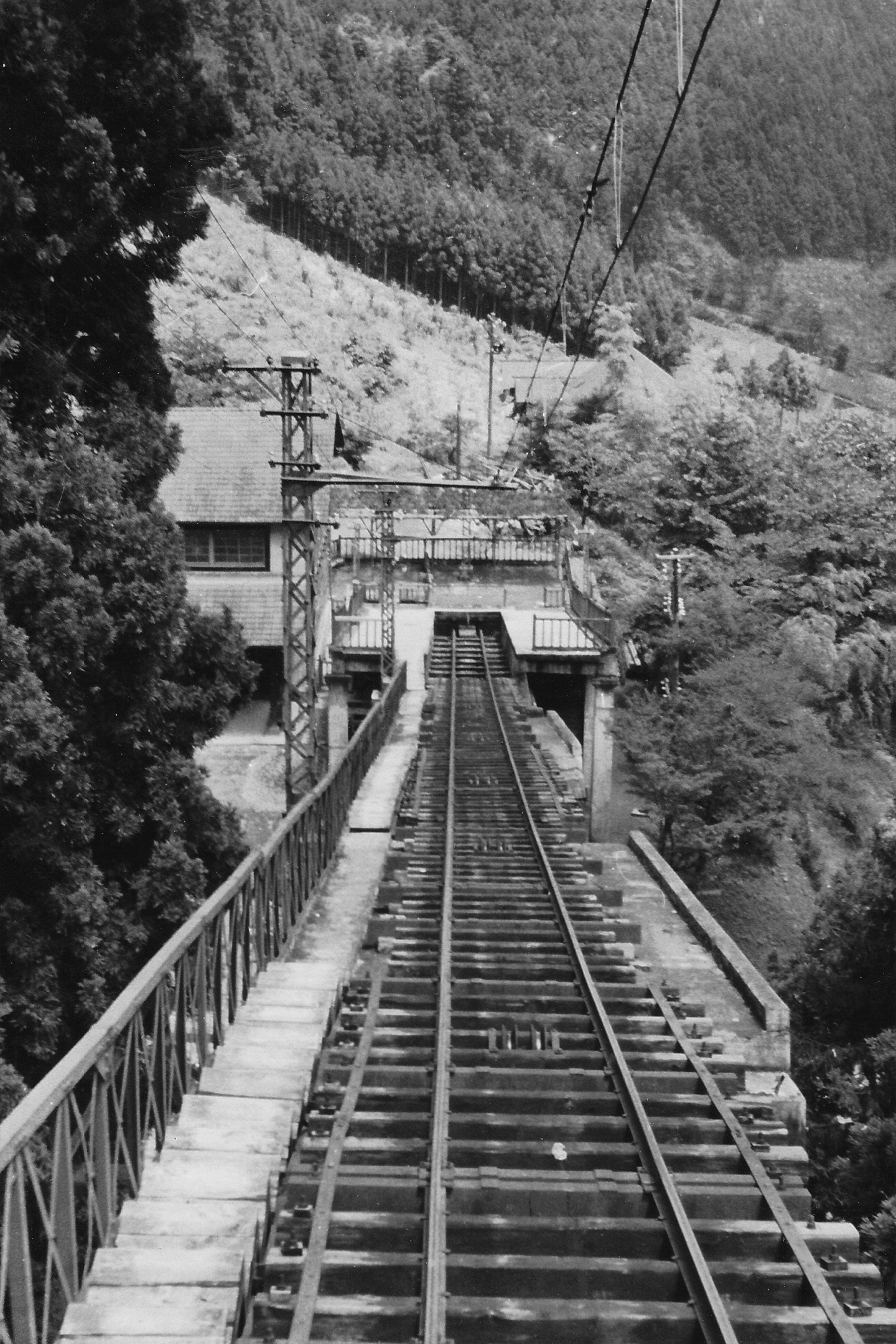
滝本駅（1956年7月）

滝本駅 - 御岳山駅間の1,107 m、標高差423.6 m、最大勾配斜度25度の急勾配を6分程度で結んでいる。
一般に御岳山ケーブルカーと呼称される場合が多い。なお、同じ京王グループの高尾登山電鉄（高尾鋼索線）と異なり、『鉄道要覧』に線名の記載はない。

### 運行形態
営業時間7:30 - 18:30（夏期は延長あり）に、約20分おき（冬期は昼間時間帯約30分おき）に運行されている。多客期には増便されることもある。また、大晦日には終夜運行し、武蔵御嶽神社への初詣客輸送を行っている。

### 運賃
2024年4月1日改定。
大人
片道：600円、往復：1200円
小児
片道：300円、往復：600円
片道乗車券は当日限り、往復乗車券は2日間有効。その他に定期券（1か月のみ）、障害者割引、団体割引などが設定されている。なお、往復割引については2024年4月1日の改定で廃止された。
各駅の改札口にはPASMO電子マネーによるICカードリーダーが設置されており（大人・小児用それぞれ設置）、片道運賃の支払いに交通系ICカード全国相互利用サービス対応カード9種類を利用できる（物販扱いのためPiTaPaは利用不可）。ただし乗車券は発行されず、各種割引も適用されない。

### 車両
車内には他のケーブルカー車両と同様に運転席はなく、御岳山駅にて運転士が運転の操作をしている。車内には車掌席が設けられており、非常時のために車掌が常時乗車している。なお、車掌席には非常時にのみ利用ができる「非常ブレーキ」が設置されている。

#### 初代車両（1934年 - 1968年）
1934年の開業時に登場した車両（汽車会社製 定員80人）。1968年2代目車両登場に伴い引退。

#### 2代目車両 （1968年 - 2008年）
初代車両老朽化に伴い1968年（昭和43年）に日立製作所笠戸工場で製造。コ-1形「日出」とコ-2形「青空」が在籍した。座席配置はクロスシート。モケットはコ-1形が茶色で、コ-2形が青色。
1991年（平成3年）のレール交換に伴う軌間改軌の際には車両も改造されている。
塗装は登場当初から2003年（平成15年）までが白色ベースで、コ-1形「日出」が下半分赤、コ-2形「青空」が下半分青であったが同年4月に塗装変更、「日出」が橙色、「青空」が青色の塗装となった。また時期よってにはイラストなどが入れられていた。また、年末年始に限り「日出」が「希望」、「青空」が「開運」という愛称に変更される。
2代目車両は老朽化のため2008年（平成20年）3月11日で営業運転を終了した。同年2月1日からはありがとうヘッドマークの取り付けが行われ、最終日の11日にはさよならセレモニーも行われた。
- コ-1形・コ-2形
  - 車体全長  - 12,800 mm
  - 車体全高 - 3,680 mm
  - 車体全幅 - 2,896 mm
  - 運転整備重量 - 9.9 t
  - 車輪径 - 550 mm
  - 車体角度 - 22度
  - 車両定員 - 135名
    - うち座席 - 34席

  - 運転最高速度 - 秒速3.2 m（時速11.52 km）

#### 3代目車両（2008年 - 現行）
2008年3月12日から3月21日までの10日間、営業運転を休止し車両を更新。3月22日より3代目「日出」号、「青空」号が営業運転を開始した。
開業80周年を記念して、2014年10月16日から車両デザインを一新し、愛称も「武蔵 (MUSASHI) 」号、「御嶽 (MITAKE) 」号へ変更した。

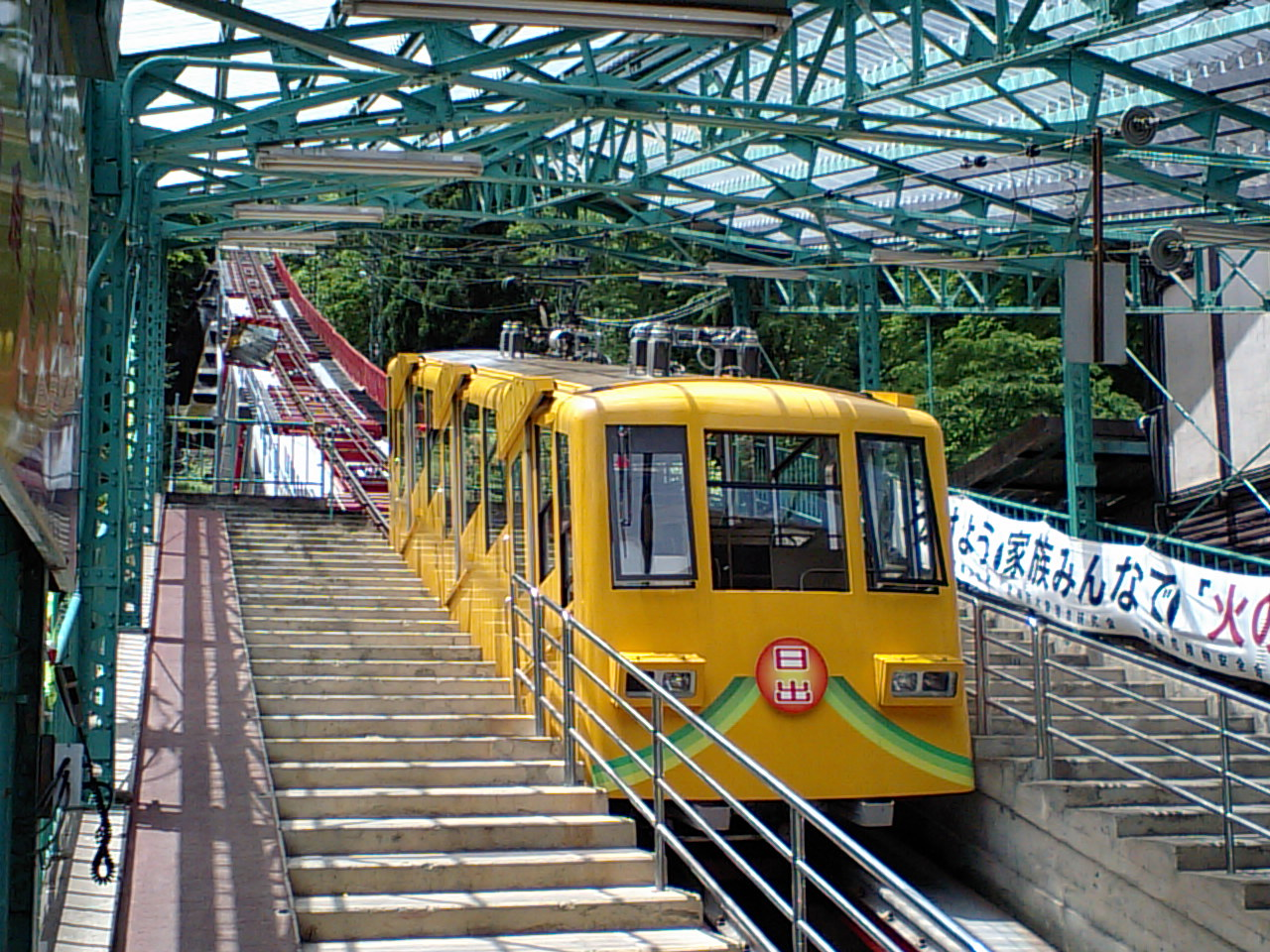
「日出」号（2010年）
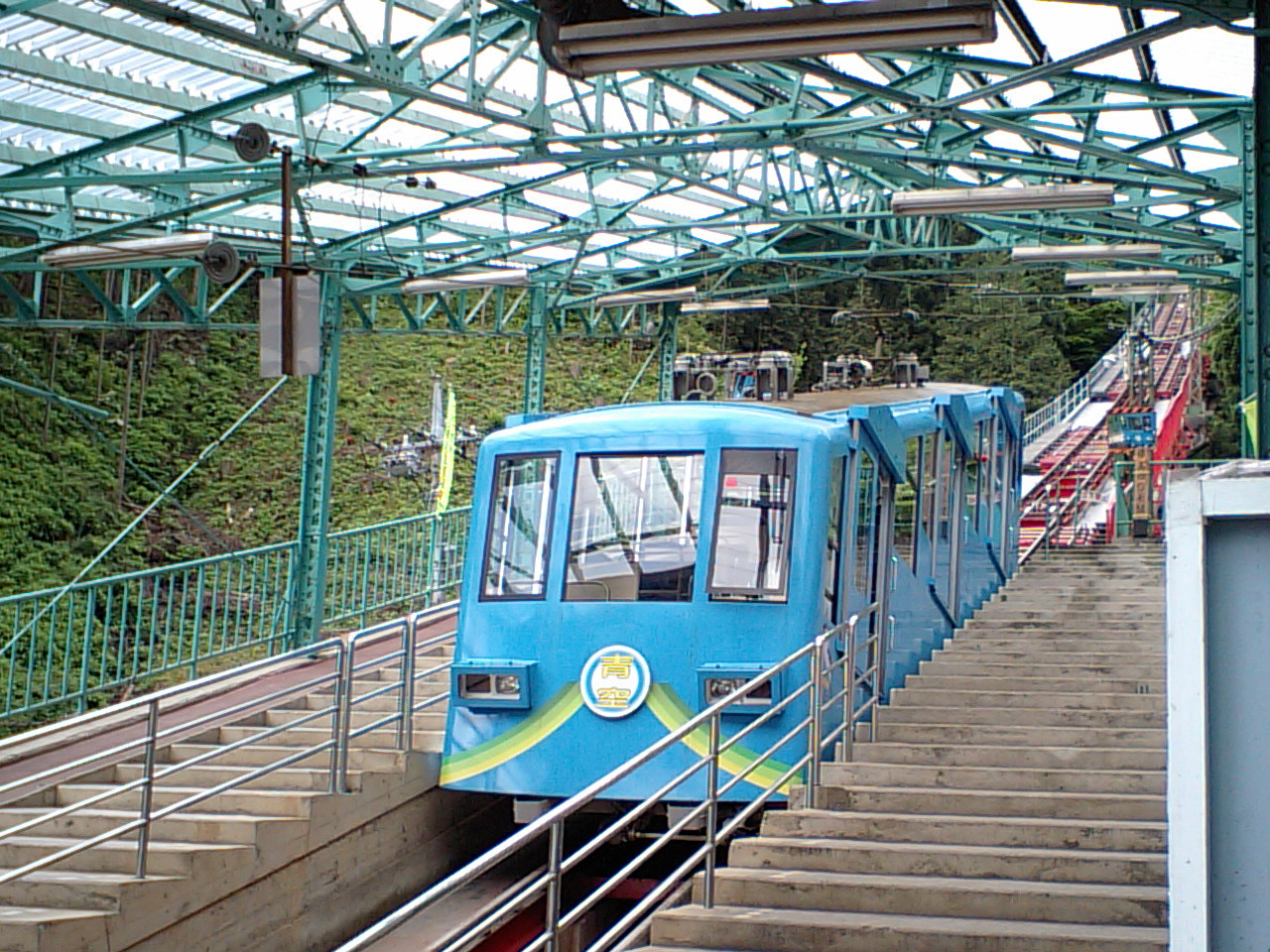
「青空」号（2010年）

### 駅一覧
滝本駅（たきもとえき、北緯35度47分45.9秒 東経139度9分40.5秒） - 御岳山駅 （みたけさんえき、北緯35度47分22.5秒 東経139度9分12.4秒）

#### 滝本駅
- 所在地：東京都青梅市御岳2丁目483
- 標高407.6 m

乗車券販売窓口が2箇所あり、いずれも駅員による販売。このほかに自動券売機が設置されている。かつては自動券売機での交通系ICカードによる乗車券購入が可能だったが、ISDN回線（INSネット）のサービス終了に伴い2024年1月30日をもって中止された。改札口は入口・出口1つずつあり、駅員が改札業務を行っている。
駅舎内には御岳登山鉄道本社、売店（土産物店）と駅そばが併設されている。トイレは水洗式である。
西東京バスの「ケーブル下」停留所（後述）から公道を5分程度登った場所にある。駅裏には有料駐車場があり、一般車はここまで進入することができる。

#### 御岳山駅
- 所在地：東京都青梅市御岳山
- 標高：831.0 m

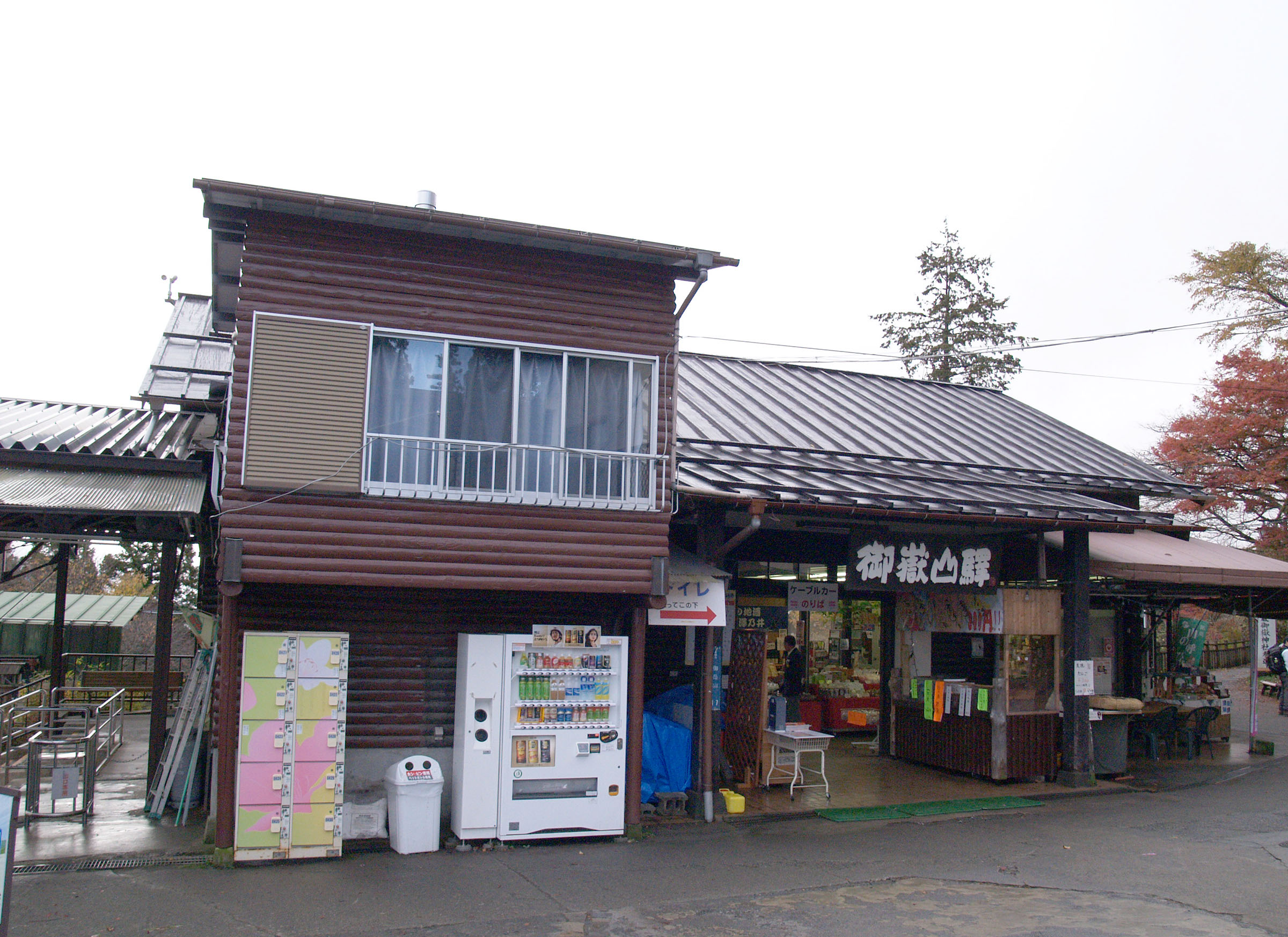
御岳山駅

平成元年（1989年）度版の『民鉄要覧』までは「岳」に旧字体を用いた御嶽山と表記されていた。
自動券売機が設置されているほか、窓口が存在する。
駅舎内にはケーブルカーの運転室と運転装置がある。駅構内には売店と喫茶店が併設されている。駅前には「奥多摩・みたけ山 ケーブルカー乗車記念」と書かれた写真撮影用の看板が立っている。自動券売機の隣には過去に発売された記念乗車券が展示されている。
リフトの御岳平駅に近接しており、乗り換えができる。

### 利用状況
各駅の近年の1日平均乗車人員は次の通り。
| 年度   | 滝本駅 | 御岳山駅 | 出典   |
| ------ | ------ | -------- | ------ |
| 1990年 | 1,164  | 1,016    | [ 20 ] |
| 1991年 | 1,046  | 910      | [ 21 ] |
| 1992年 | 1,175  | 1,014    | [ 22 ] |
| 1993年 | 1,112  | 964      | [ 23 ] |
| 1994年 | 1,066  | 918      | [ 24 ] |
| 1995年 | 1,038  | 885      | [ 25 ] |
| 1996年 | 1,047  | 814      | [ 26 ] |
| 1997年 | 1,260  | 447      | [ 27 ] |
| 1998年 | 7,077  | 2,520    | [ 28 ] |
| 1999年 | 1,443  | 1,311    | [ 29 ] |
| 2000年 | 803    | 601      | [ 30 ] |
| 2001年 | 778    | 671      | [ 31 ] |
| 2002年 | 737    | 636      | [ 32 ] |
| 2003年 | 699    | 604      | [ 33 ] |
| 2004年 | 658    | 567      | [ 34 ] |
| 2005年 | 723    | 562      | [ 35 ] |
| 2006年 | 679    | 537      | [ 36 ] |
| 2007年 | 675    | 536      | [ 37 ] |
| 2008年 | 663    | 532      | [ 38 ] |
| 2009年 | 699    | 562      | [ 39 ] |
| 2010年 | 693    | 554      | [ 40 ] |
| 2011年 | 841    | 663      | [ 41 ] |

## リフト

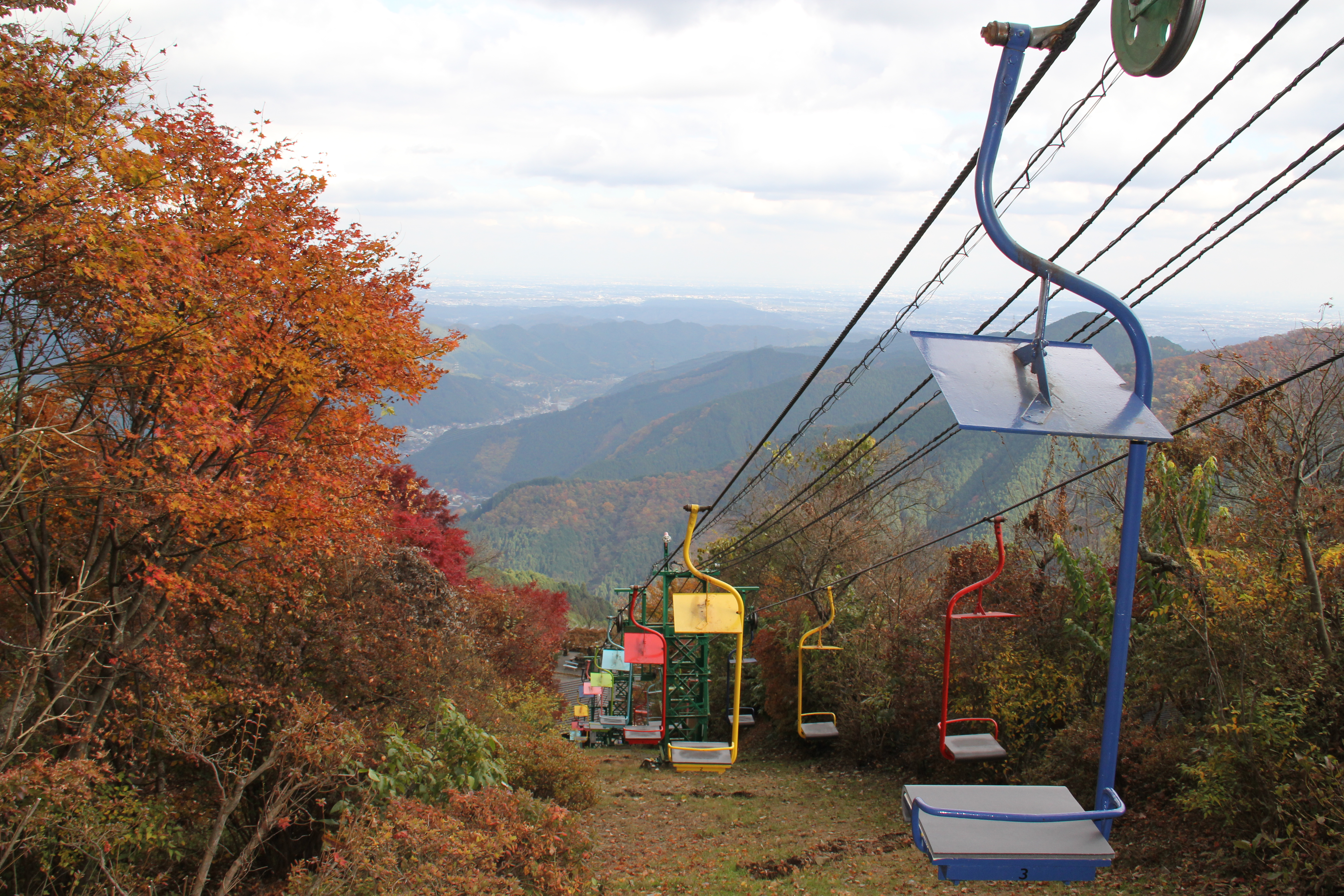
リフト（2010年11月）

御岳平駅 - 大展望台駅間の98 m、2分程度で結んでいる。リフトの椅子は、赤・青・黄の3色に塗り分けられ、雨避け・日よけの小さな屋根も設置されている。
リフトは、乗客がいない場合には営業時間中でも運行が停止されるが、乗客が来るとすぐに動き出すようになっている。運行は土日祝のみ（繁忙期は毎日運行）。運賃は、大人・小児とも片道100円、往復190円である。

### 駅一覧
御岳平駅（みたけだいらえき、北緯35度47分23.2秒 東経139度9分11.7秒） - 大展望台駅（だいてんぼうだいえき、北緯35度47分22.3秒 東経139度9分8.3秒）

#### 御岳平駅

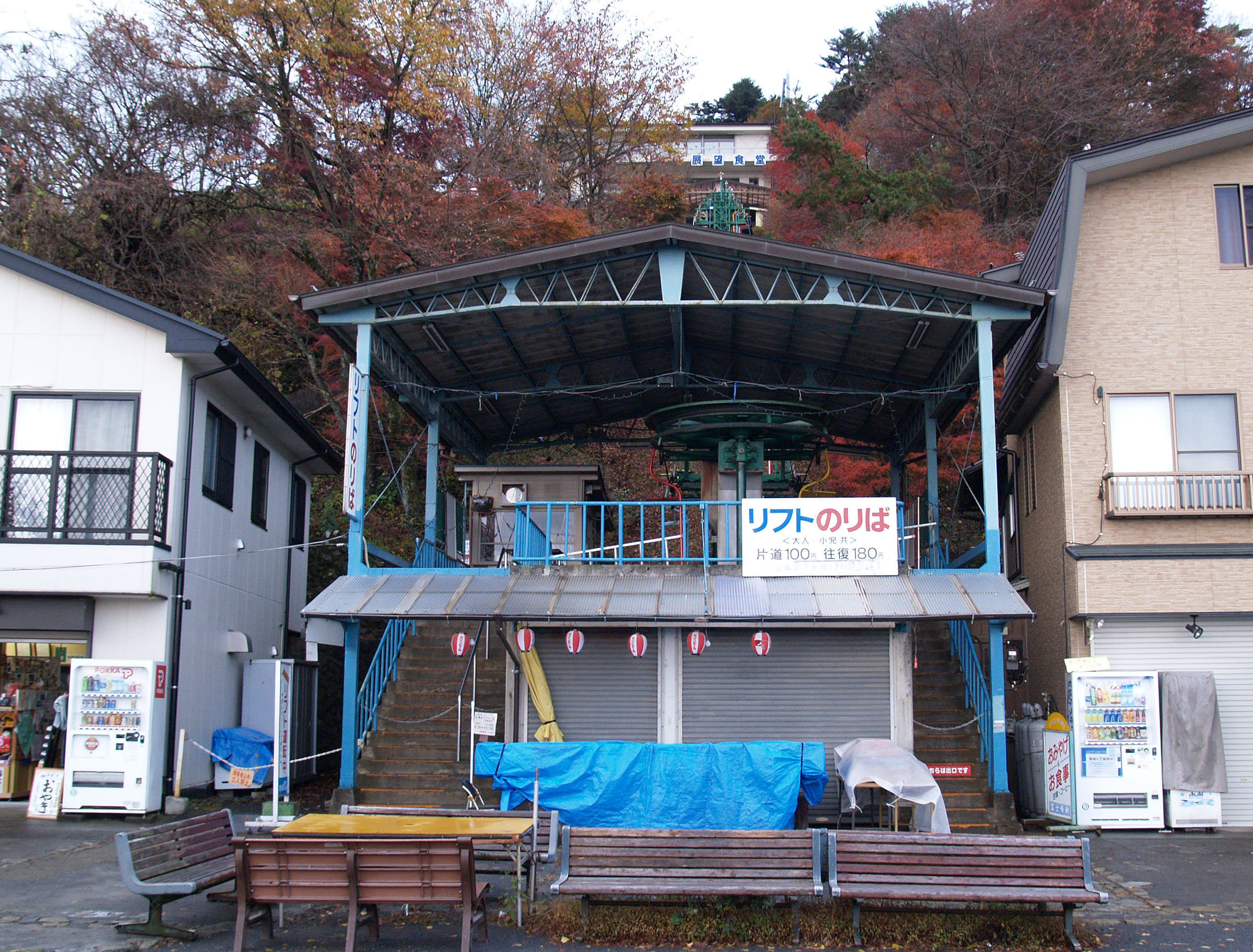
御岳平駅

- 所在地：東京都青梅市御岳山

駅舎と土産物店・食堂の建物が併設されている。

#### 大展望台駅
- 所在地：東京都青梅市御岳山
- 標高881 m

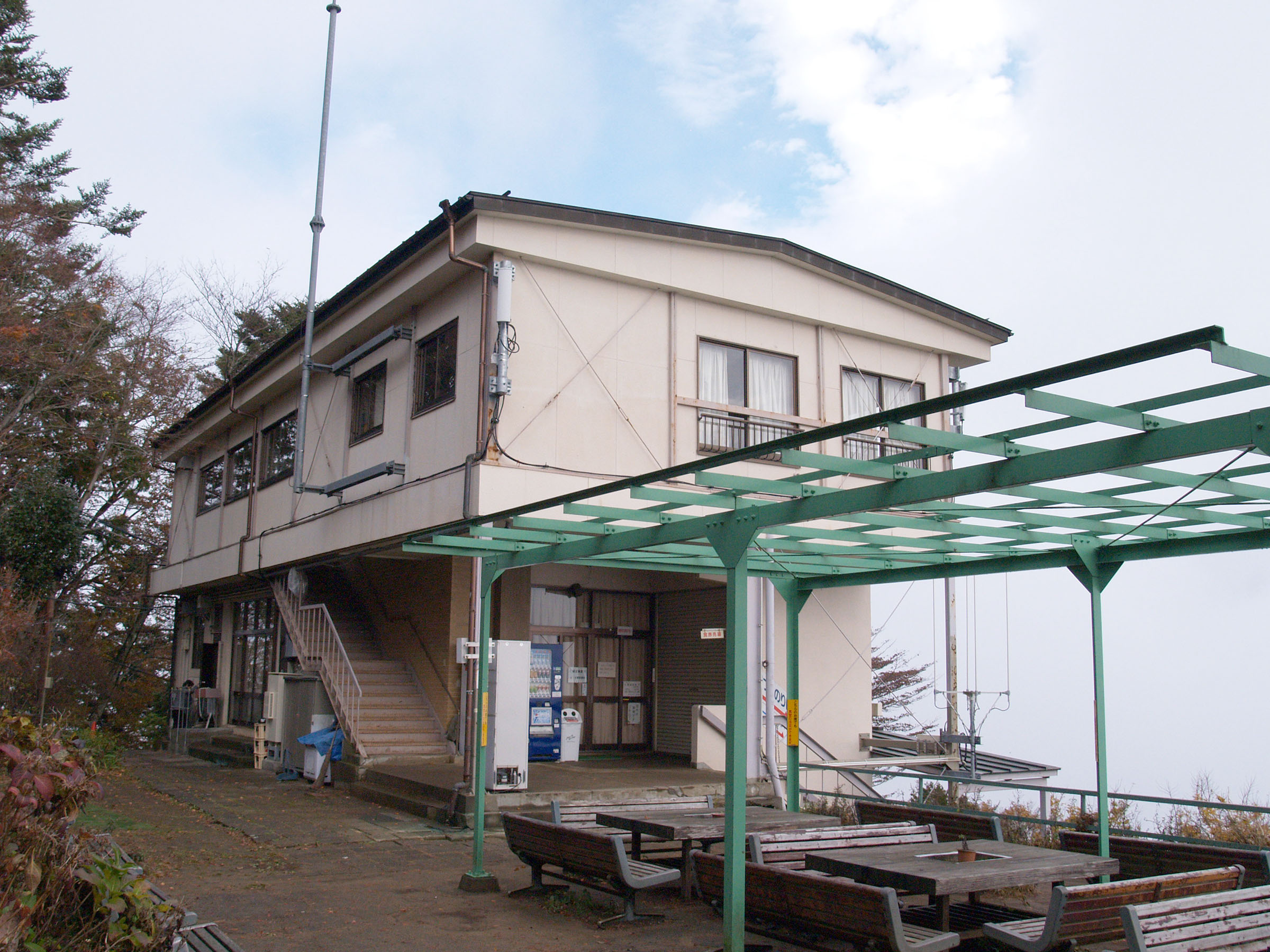
大展望台駅

駅舎2階には食堂がある。トイレは水洗式である。

## 交通アクセス
鉄道・バス
JR青梅線御嶽駅から、西東京バス御10系統を利用し、終点「ケーブル下」停留所下車。このほかに青梅駅発着の御11系統も存在するが、本数は極めて少ない。「ケーブル下」停留所から滝本駅までは徒歩で5分程度である。
自家用車
滝本駅前に、御岳登山鉄道が運営する「滝本駅駐車場」（有料）がある。また、駅から離れた多摩川の河川敷に「公営無料駐車場」もある。

### 御岳山へのアクセス
御岳山駅・御岳平駅・大展望台駅から、御岳ビジターセンターや武蔵御岳神社までは、舗装路であるが徒歩のみで少し距離がある。途中で細い山道（都道）を上り下りする軽自動車などを見かけるが、山頂集落の居住者用車両等、特別に指定を受けた車両しか通行できず、一般車両は進入・通行できない。